# Жогаргы Боралдай
Жогаргы Боралдай (каз. Жоғарғы Боралдай, до 2001 г. — Верхний Боралдай) — село в Байдибекском районе Туркестанской области Казахстана. Входит в состав Боралдайского сельского округа. Код КАТО — 513645300.

## Население
В 1999 году население села составляло 1113 человек (568 мужчин и 545 женщин). По данным переписи 2009 года, в селе проживало 928 человек (463 мужчины и 465 женщин).